# Středoškolský sněm hlavního města Prahy
Středoškolský sněm hl. m. Prahy je poradní orgán Magistrátu hl. města Prahy, který vznikl roku 2017 za spolupráce České středoškolské unie a tehdejší městské radní pro školství Ireny Ropkové. Momentálně (2023) sněm funguje pod záštitou radního pro školství Antonína Klecandy (STAN). Cílem sněmu je angažovat pražské středoškolské studenty, ať už v podobě delegátů, nebo členů, a zastupovat je a jejich zájmy na půdě magistrátu. Studenti se setkávají 5–6krát do roka na zasedáních, kde se vyjadřují k tématům či problémům z oblasti školství, vzdělávání, dopravy, ekologie aj.

## Princip fungování
Zapojit se pražští středoškoláci mohou dvěma způsoby - jako členové nebo delegáti. Veškeré podmínky a informace o zasedáních sněmu jsou dostupné v brožuře pro zástupce na oficiálním webu sněmu.

### Člen
- Členem se může stát jakýkoliv pražský středoškolský student.
- Může se účastnit diskuzí ve Facebookové skupině Středoškolského sněmu[3].
- Je v kontaktu s delegátem své školy a diskutuje s ním na témata, která poté delegát může vznést na zasedáních.
- Registruje se na jednotlivá zasedání. (Odkaz je vždy dostupný ve Facebookové skupině nebo na webových stránkách sněmu).
- Nemá hlasovací právo, nerozhoduje o usneseních, nemůže hlasovat při změnách stanov nebo volit do předsednictva orgánu.
- Může se účastnit schůzí v mezidobí (viz brožura str. 13)[2]
- Nemůže kandidovat do předsednictva.

### Delegát
- Musí být student pražské střední školy/učiliště/gymnázia.
- Je pouze jediný delegát za svou školu, ostatní se mohou účastnit pouze jako členové.
- Účastní se jednotlivých zasedání Středoškolského sněmu.
- Na sněmu zastupuje svou střední školu, tudíž i své spolužáky a studentskou radu, se kterou komunikuje a jejíž názory na sněmu zastává.
- Může se účastnit schůzí v mezidobí (viz brožura str. 13)[2]
- Může kandidovat do předsednictva.
- Má hlasovací právo. Hlasuje o usneseních, při změnách stanov nebo volbách do předsednictva. (úplné podmínky viz jednací řád středoškolského sněmu)[4]
- Může diskutovat s ostatními delegáty v delegátském fóru webu.
- Může diskutovat s ostatními delegáty, členy, veřejností i předsednictvem ve Facebookové skupině[3].

## Předsednictvo
Předsednictvo se skládá ze tří pozic - předseda a 1. a 2. místopředseda. Všechny funkce mají jednoleté funkční období, během kterého jsou zodpovědní za realizaci sněmu, komunikaci s delegáty a členy, debatou s magistrátem a vydáváním tiskových zpráv po každém uskutečněném zasedání.
Dne 16. 10. 2024 si studenti zvolili nové předsednictvo:
- Vojtěch Žák (předseda, Gymnázium Chodovická)
- Klára Staňková (1. místopředsedkyně, Pražské humanitní gymnázium)
- Tobiáš Bartoš (2. místopředseda, Gymnázium Jana Nerudy).

### Bývalá předsednictva
únor 2024 - říjen 2024:
- Jonathan Skrla (předseda, Smíchovská střední průmyslová škola a gymnázium)
- Tobiáš Bartoš (1. místopředseda, Gymnázium Jana Nerudy)
- Tadeáš Hýbner (2. místopředseda, Gymnázium Chodovická).

září 2023 - leden 2024 (6. Ledna oficiálně ohlásil bývalý 1. místopředseda Matyáš Paulíny svoji rezignaci.)
- Jonathan Skrla (předseda, Smíchovská střední průmyslová škola a gymnázium)
- Matyáš Paulíny (1. místopředseda, Střední škola knižní kultury)
- Tadeáš Hýbner (2. místopředseda, Gymnázium Chodovická).

prosinec 2022 - září 2023: 
- Jan Gondek (předseda, Gymnázium Oty Pavla)

- Zuzana Hošková (1. místopředsedkyně, Gymnázium Postupická)
- Matěj Damián (2. místopředseda, Gymnázium Na Vítězné pláni).

prosinec 2021 - listopad 2022:
- Jakub Lhota (předseda, Smíchovská střední průmyslová škola a gymnázium)
- Jan Gondek (1. místopředseda, Gymnázium Oty Pavla)
- Šimon Duda (2. místopředseda, Škola mezinárodních a veřejných vztahů Praha).

říjen 2020 - prosinec 2021:
- Tobiáš Tiele (předseda, Gymnázium Karla Sladkovského)
- Jakub Lhota (1. místopředseda, Smíchovská střední průmyslová škola a gymnázium)
- Jakub Rychlý (2. místopředseda, Střední škola informatiky a technologie Delta).

## Zasedání
Prozatím (duben 2019) proběhlo šest zasedání a dvě schůze v mezidobí Středoškolského sněmu hl. m. Prahy.
Zasedání - Oficiální událost, která se odehrává za přítomnosti předsednictva, radního pro školství, delegujících studentů a členů. Na tato zasedání jsou zváni hosti, kteří jsou odborníky z oborů a se studenty v průběhu sněmu debatují. Program zasedání je předem daný a na místě neměnný. Na zasedáních také probíhají hlasování o usneseních a jednou za rok hlasování/volba nového předsednictva.
Schůze v mezidobí - Neformální typ schůze, které se mohou účastnit členové i delegáti Středoškolského sněmu. Na tuto schůzi nejsou zváni hosté. Debata probíhá vzájemně mezi středoškoláky a mezi středoškoláky a předsednictvem, které schůzi předsedá a udává její směr. Přestože jsou témata předem daná, studenti se na těchto schůzích mohou věnovat i tématům jiným, která jim připadají palčivější a která by chtěli zařadit na program nastávajícího sněmu.

### První zasedání
První zasedání proběhlo 16. listopadu 2017 v prostorách Brožíkovy síně na Staroměstské radnice a byl jím oficiálně ustanoven Středoškolský sněm hlavního města Prahy. Tohoto zasedání se účastnili studenti z více než šedesáti škol a odborných učilišť, kteří byli vyslání svými studentskými samosprávami. Cílem zasedání bylo ustanovení jednacího řádu sněmu a jeho fungování do budoucna. Dočasným předsedou sněmu byl studenty pověřen Michal Pitr, student pražského gymnázia Nový PORG, který zasedání vedl. Studenti také debatovali nad klíčovými tématy a problémy, které je v Praze nutno řešit.

### Druhé zasedání
Druhé zasedání se konalo 21. února 2018 a mělo za hlavní cíl zvolit nové členy předsednictva. Delegáti mohli vybírat ze šesti kandidátů, z nichž vyšli tři vítězní (viz odstavec Předsednictvo). Po volbách studenti debatovali nad tématy, která jimi byla vybrána na prvním zasedání. Prvním tématem byla doprava, o které se studenty na zasedání hovořil bývalý náměstek primátorky Petr Dolínek, ředitel ROPIDu Petr Tomčík a Jiří Došlý z Dopravního podniku hl. m. Prahy. V debatě se probírala zejména veřejná doprava a její návaznost, možné ekologicky šetrnější způsoby veřejné dopravy v podobě elektrobusů či možnost vydávání zpožděnek. Druhým tématem bylo stravování ve školních jídelnách, o kterém přišly se studenty debatovat Lenka Němcová, ředitelka magistrátního odboru školství a mládeže a Ilona Kumžáková Richterová, metodička školního stravování. Studenti se tak měli možnost dozvědět se více o financování jídelen, spotřebním koši, či možnosti přípravy vegetariánských jídel ve školních jídelnách.

#### Schůze v mezidobí
Na druhé zasedání navazovala historicky první schůze v mezidobí, která se týkala především výstražné stávky studenstva, který se odehrála 15. března 2018. Na této schůzi se přítomní studenti shodli na podpoře a účasti na této výstražné stávce. Jejich účast podpořila také bývala radní pro školství Irena Ropková (ČSSD), ta také vyzvala vedení pražských škol, aby byla studentům umožněna dobrovolná účast na této stávce.

#### Druhá schůze v mezidobí
Druhá schůze v mezidobí se konala 16. května 2018 v prostorách MHMP. Cílem této schůze si dalo předsednictvo za cíl zjistit, jestli se studenti cítí/necítí ve svých školách bezpečně a proč. Studenti tak debatovali zejména nad technickým zabezpečením vstupů do škol a jejich efektivity. Většina studentů se shodla, že školy jsou dostatečně zabezpečené, ale problém tvoří zejména vrátní, kteří jsou školami najímáni z externích agentur. Téma bezpečnosti poté bylo zařazeno do programu dalšího zasedání sněmu. Studenti také vyjádřili zájem o možnost pronájmu školních prostor i mimo dny výuky. Dle studentů vedení škol spíše využívají možnost pronájmu výdělečnějšího, před upřednostněním zájmu ze strany studentů. Dalšími tématy, která se na schůzi rozebírala byly například návykové látky a problematika jejich výskytu na středních školách.

### Třetí zasedání
Třetí zasedání se konalo 15. června 2018 v Brožíkově sále pražské Staroměstské radnice. Toto zasedání již bylo zcela pod taktovkou nově zvoleného předsednictva (viz výše), které se ujalo celé jeho organizace a průběhu. Prvním tématem, které bylo na programu tohoto zasedání bylo stravování ve školních jídelnách. Prvním hostem zasedání tedy byla nutriční terapeutka Věra Boháčová, DiS. na problematiku stravování, která studentům poskytla vhled do problematiky spotřebního koše a jeho dodržování na základních a středních školách. Po prezentaci ze strany paní Boháčové následovala debata se studenty a došlo k prvnímu schválení usnesení předsednictva. V tom studenti vyjadřují vděk zaměstnancům školních jídelen a žádají MHMP, aby poslanecké sněmovně PČR podal návrh na přeřazení kuchařek do vyšší platové třídy . V druhé polovině zasedání přišel se studenty diskutovat expert v oblasti bezpečnosti Ing. Richard Kraus. Tato diskuze navazovala na druhou schůzi v mezidobí, kde studenti toto téma hojně rozebírali. Pan Kraus informoval zástupce škol o bezpečnostních zásadách a jejich nutnosti. Třetím tématem byla pražská doprava a inovace. Hostem byl Ing. Jiří Vodrážka, vedoucí odboru organizace provozu. Studenti pokládali otázky zejména směřující na inovace ve vlakové dopravě. Tato debata byla z časových důvodů odročena na další zasedání.

### Čtvrté zasedání
Čtvrté zasedání se uskutečnilo 1. října 2018 a jeho hlavním tématem se stala finanční podpora školních kuchyní. Studenti se rozhodli podpořit návrh bývalé radní pro školství Ireny Ropkové (ČSSD), který spočíval v navýšení platů personálu školních kuchyní částkou 100 mil. Kč na rok formou odměn. Schválení tohoto návrhu proběhlo formou hlasování, z něhož vyšlo usnesení o finanční podpoře školních kuchyní . Dalším tématem, které bylo na tento sněm odročeno, byla doprava. V usnesení se studenti jednohlasně shodli na podpoře MHMP při přípravě linky D pražského metra. Studenti také vyzvali MHMP, aby se zasadil o odliv dopravy z centra města například formou záchytných parkovišť P+R, dokončením Pražského okruhu a podporou projektu městské železnice.

### Páté zasedání
Páté zasedání se konalo v prostorách MHMP 6. února 2019. Neměnným tématem se stala doprava v Praze, tentokrát spíše zaměřena na dopravu veřejnou, zejména na Lítačku. Studentům Lítačku a její funkce přišel představit Mgr. Ing. Jaromír Beránek (Česká pirátská strana), předseda výboru pro IT a Smart City ZHMP. Formou prezentace seznámil studenty se vznikem Lítačky a jejím množstvím funkcí. Studenti se tak dozvěděli o možnosti slev do nejrůznějších muzeí a výstav, které jsou s Lítačkou spojeny. Pan Beránek také studentům představil plány do budoucna, kterými jsou například Lítačka v mobilu, či její propojení s platebními kartami. Poté následovala skupinová, kdy se studenti rozdělili do skupin a pomocí brainstormingu debatovali nad tématem Lítačky. Spolu s nimi debatoval postupně i pan Beránek, který následně odpovídal na otázky studentů. Ti mu také předložili své návrhy na vylepšení Lítačky.

### Šesté zasedání
Šesté zasedání se konalo 12. dubna 2019 v prostorách MHMP, tentokrát ale pod vedením předsednictva ČSU, jelikož mandát předešlého předsednictva skončil pátým zasedáním. Na začátku se studentům představil primátor hlavního města Prahy Zdeněk Hřib. Ten ve svém proslovu podpořil pražské studenty v jejich aktivitách a vyjádřil také podporu spolupráce ČSU a MHMP právě formou Středoškolského sněmu. Následovala hlavní část programu, a to sice zvolit nové předsednictvo na další období. Kandidáti byli tři, všichni tři tedy byli do funkce zvoleni, a to sice v tomto pořadí: Martin Matras - předseda, Jiří Apjár - 1. místopředseda a Jakub Rychlý - 2. místopředseda. Ti se ihned po zvolení ujali další části sněmu, ve které studentům předložili usnesení z minulého zasedání. Usnesení se týkalo Lítačky, o které studenti na minulém sněmu měli možnost debatovat přímo z panem Jaromírem Beránkem z výboru pro IT a Smart City ZHMP. Schválením tohoto usnesení studenti podpořili MHMP v inovacích, týkajících se Lítačky a apelovali na magistrát, aby se zasadil o větší informovanost distributorů služeb Lítačky, či o zavedení checkpointů pro kontrolu platnosti jízdního kuponu.

## Aktivita
Z každého zasedání Středoškolského sněmu je výstupem usnesení, které po hlasování o jeho schválení či neschválení putuje na MHMP, kde hraje důležitou roli v dalším postupu Magistrátu vůči tématu, kterého se usnesení týká. Bývalé předsednictvo, jehož mandát skončil v dubnu pátým zasedáním, se zasloužilo o 5 usnesení.
- 15. června 2018 - Usnesení I o situaci školního stravování. Tímto usnesením studenti vyjádřili vděčnost kuchařům a kuchařkám ve školních stravovacích zařízeních. Vděčnost vyjádřili také MHMP za dlouhodobé zasazení o zlepšení situace kuchařů a kuchařek ve školních jídelnách a pořádání teoretických a praktických cvičení, která mají zvýšit kvalitu stravování.Studenti naléhali na ředitele pražských středních škol, aby využívali peníze, které jim byly přiděleny na odměny zaměstnancům škol, i na ohodnocení zaměstnanců školních jídelen. Posledním bodem bylo vyzvání Rady Magistrátu hl. m. Prahy na zvážení možnosti o předložení Zastupitelstvu HMP návrh o usnesení o návrhu pro PSP PČR o změně zákoníku práce tak, aby byla práce kuchařů a kuchařek ve školních jídelnách přeřazena do vyšší platové třídy.[17]
- 15. června 2018 - Usnesení II o podpoře změny tarifu pro juniory a studenty v rámci PID. Studenti se na třetím zasedání měli také možnost pomocí usnesení vyjádřit k navrhovaným změnám změny tarifu pro juniory a studenty. Jednalo se o návrh bývalého radního pro dopravu Petra Dolínka (ČSSD), ve kterém měl roční kupon pro studenty od 15 do 26 let vyjít na 360 korun ročně. Na zasedání studenti usnesení o podpoře tohoto návrhu studenti neschválili. V půlce června pražští radní Dolínkův návrh odmítli,(druhý návrh o slevách na jízdném schválen byl s platností od 1. října 2018)[18].
- 1. října 2018 - Usnesení III o dopravě v Praze. Téma dopravy studenti na zasedáních pokládají za jedno ze zásadních. Na čtvrtém sněmu schválili proto usnesení, ve kterém skrze Středoškolský sněm vyzývali MHMP o zasazení o odliv dopravy z centra města, aby se zvýšila efektivita pozemní přepravy MHD například vybudováním záchytných parkovišť P+R u stanic metra, dokončením Pražského okruhu či podporu projektu městské železnice. Dále apelovali na MHMP, aby se více podílel na kultivaci prostorů pro chodce například v prostorách mezi Národním muzeem a Hlavním nádražím a výsadbou zeleně kolem měst. Studenti dále apelovali na Dopravní podnik hl. m. Prahy, aby byla uveřejněna data o aktuální poloze vozidel MHD, aby cestující měli informace o aktuálním zpoždění či brzkém příjezdu spojů. Usnesením také podpořili práci MHMP na přípravě a budování linky D pražského metra.[15]
- 1. října 2018 - Usnesení IV o finanční podpoře školních kuchyní. Na říjnovém zasedání studenti formou usnesení podpořili návrh bývalé radní pro školství Ireny Ropkové (ČSSD) o navýšení platů personálu školních kuchyní částkou 100 mil. Kč na rok formou odměn, návrh byl poté schválen i na půdě MHMP a částka 100 mil. Kč byla přidána do rozpočtu Prahy na rok 2019.[19]
- 1. října 2018 - Usnesení V o bezemisní a cyklistické dopravě v Praze. V tomto usnesení požadovali studenti skrze Středoškolský sněm, aby MHMP nadále propagoval možnost bezplatného zřízení stojanů pro kola. Cyklistická doprava napříč Prahou je pro studenty jedním z nejvíce řešených témat, proto se usnesení orientovalo převážně tímto směrem. Studenti dále požadovali, aby byl umožněn bezpečný průjezd cyklistů napříč centrem města, a to sice vymezením prostoru pro kola v rámci pěších zón. Dalším požadavkem byla možnost o začlenění motorových jednostopých vozidel do individuální dopravy v Praze, i mezi cyklisty.[20]